# Istana Bogor

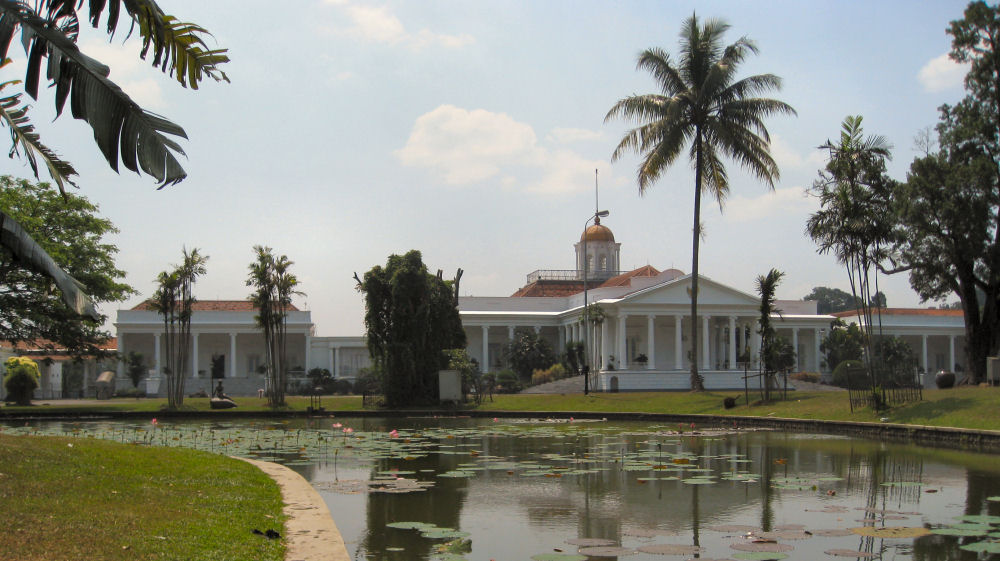
Istana Bogor

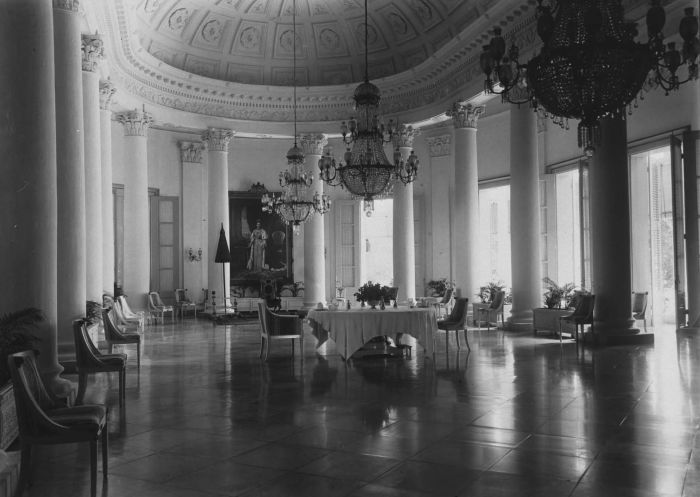
Palatsets centralhall, 1921.

Istana Bogor (Bogorpalatset), på nederländska Het Paleis te Buitenzorg, är ett av Indonesiens sex presidentpalats och ligger i Bogor på västra Java. Palatset är känt för sin arkitektur och sin historia, samt för Bogors botaniska trädgård, som ligger i anslutning till det. Det omfattar ett område på 28.4 hektar.

## Historia
Istana Bogor grundades 1745, när den dåvarande generalguvernören för Nederländska Ostindien lät utse byn Kampong Baroe som lämplig plats för ett sommarresidens för generalguvernören, som ville slippa hettan och epidemierna i Batavia. En omfattande utbyggnad ägde rum under generalguvernör Herman Willem Daendels (1808 – 1811), då ursprungsbyggnaden, som då bara hade haft en våning, fick två våningar och dessutom flyglar åt både öst och väst.
Under den brittiska ockupationen av Nederländska Ostindien 1811-1816, gjorde den brittiska generalguvernören Stamford Raffles palatset till sitt huvudresidens och höll enbart rådsmötena i Rijswijkspalatset i Batavia, där klimatet var osunt. Han lade också grunden till vad som sedan skulle bli Bogors botaniska trädgård genom att göra om palatsträdgården i engelsk stil. Den botaniska trädgården grundades sedan av baron van der Capellen (1817-1826).
År 1834 inträffade en jordbävning som utlöste ett vulkanutbrott och som förstörde palatset så svårt att det fick rivas och byggas upp på nytt. Det nybyggda palatset stod färdigt 1856. Mellan 1870 och den japanska ockupationen 1942 tjänstgjorde byggnaden som officiellt huvudresidens för den nederländska generalguvernören. Efter Indonesiens självständighetsförklaring blev palatset president Sukarnos bostad, men användes inte använts lika ofta av hans efterträdare. 2015 fick det dock inrymma presidentens huvudkontor.
Palatset öppnades för besökare av president Suharto 1968.